# Бегеч
Бегеч (серб. Бегеч) — приміське село в Сербії, приналежний до міської общини Нові-Сад Південно-Бацького округу в багатоетнічному, автономному краю Воєводина.

## Населення
Населення села становить 3438 осіб (2002, перепис), з них:
- серби — 2378 — 71,30%;
- словаки — 439 — 13,16%;

Решту жителів  — з десяток різних етносів, зокрема: чорногорці, хорвати, і три десятки русинів-українців.